# Ingo Koller
Ingo Koller (* 10. März 1940 in München) ist ein deutscher Rechtswissenschaftler und ehemaliger Hochschullehrer.

## Leben
Koller studierte ab 1960 Rechtswissenschaften an der Universität München, wo er 1965 sein Erstes Juristisches Staatsexamen ablegte. 1969 legte er sein Zweites Staatsexamen ab und arbeitete anschließend als wissenschaftlicher Mitarbeiter am Münchener Lehrstuhl von Claus-Wilhelm Canaris. 1971 wurde er unter Betreuung von Ernst Steindorff in München zum Dr. iur. promoviert. 1977 schloss er unter Canaris’ Betreuung auch seine Habilitation ab und erhielt die Venia legendi für die Fächer Bürgerliches Recht, Handelsrecht sowie Wirtschafts- und Arbeitsrecht.
Ab dem folgenden Jahr 1978 hatte Koller eine ordentliche Professur an der Universität Passau inne. 1984 wechselte er an die Universität Regensburg auf den Lehrstuhl für Bürgerliches Recht und Rechtssoziologie sowie Handels-, Wirtschafts- und Arbeitsrecht, den er bis zu seiner Emeritierung 2005 innehatte.

## Werk
Kollers Forschungsschwerpunkt liegt vor allem im Bürgerlichen Recht sowie im Handelsrecht, dort vor allem im Transportrecht, zu dem er einen Kommentar verfasst hat. Darüber hinaus widmete er sich dem Arbeitsrecht.
- Der Gleichheitsmaßstab im Diskriminierungsverbot. F. Enke, Stuttgart 1972 (Dissertation).
- Die Risikozurechnung bei Vertragsstörungen in Austauschverträgen. C.H. Beck, München 1979, ISBN 3-406-05439-0 (Habilitationsschrift).
- Das Lagergeschäft. De Gruyter, Berlin 1981, ISBN 3-11-008494-5.
- Transportrecht. 11. Auflage. C.H. Beck, München 2020, ISBN 978-3-406-77233-7.
- Koller/Kindler/Drüen, Handelsgesetzbuch: HGB. 10. Auflage. C.H. Beck, München 2019, ISBN 978-3-406-79312-7